# I Hwang
I Hwang (korejsky 이황; 1501 Andong – 1570 Andong), zvaný též Tchö-kje (korejsky 퇴계), byl korejský neokonfuciánský filozof a učenec za dynastie Čoson. Jeho velkým oponentem byl o něco mladší I I. Hwangovi žáci založili jongnamskou filozofickou školu, on sám založil roku 1560 akademii Tosansowon v dnešním Andongu. Byl především vykladačem díla čínského učence Ču Siho, a to vykladačem poměrně přísným, odmítajícím odchylky od původního učení. I Hwang přijal Ču Siho dualismus ideálního principu li a materiálního principu čchi, přičemž trval na plné oddělenosti těchto dvou principů, na stejnosti li v každé věci a nadřazenosti ideje, tedy li. Oponent I I naopak učil, že rozhodující je materiální princip čchi, který má podle toho, jakou má věc matérii, také různorodou ideu, tedy li. Jeho nejvýznamnější filozofickou prací je Deset diagramů pro učení mudrců z roku 1681. Jako úředník Yi Hwang nedosáhl na vládní posty, ale byl například tajným královským inspektorem či guvernérem provincií Danyang a Punggi. Byl též básníkem, psal tehdy oblíbenou formou sidžo, za jeho vrcholnou je považována báseň Yadang, již napsal v osmnácti letech. Byl také kaligrafem, vzorem mu v tomto oboru byl Wang Si-č’. Je vyobrazen na jihokorejské bankovce v hodnotě 1000 wonů (jeho oponent I I v hodnotě 5000 wonů).